# Qatar Ladies Open
Qatar Total Open — жіночий відкритий тенісний турнір, який проводиться у місті Доха, Катар. Перший турнір був проведений у 2001 з призовим фондом у $170 000 (ІІІ категорія), у 2008 має вже $2 500 000 і віднесений до І категорії турнірів WTA. Спонсором турніру є Total S.A. Проходили на відкритих кортах з твердим покриттям. Після дворічної перерви турнір повернувся 2011 року в Міжнародний комплекс тенісу і сквошу Халіфа.

## Загальна інформація
Історія турніру
Відкритий чемпіонат Катару започатковано напередодні сезону-2001, коли місцеві організатори змогли домовитися з WTA про створення у себе змагання однієї з базових категорій місцевого туру в рамках лютневого відрізка календаря. 2004 року, коли фінансові проблеми спіткали турнір у Скоттсдейлі, катарські організатори змогли підняти статус свого змагання на один щабель градації, а від 2008 року і довести його до ще вищої, коли він зайняв місце турніру в Цюриху.
Місцевий комплекс, втім, не обмежив свою присутність в календарі проведенням одного турніру: у 2008-10 роках Доха здобула право проведення Підсумкового змагання асоціації, в зв'язку з чим в останні два роки цього періоду взяла паузу в проведенні Відкритого чемпіонату країни, але, щоб зберегти за собою старшу категорію туру, домовилися з WTA і сусіднім турніром в Дубаї про збереження за арабською зв'язкою двох ліцензій категорій турнірів - молодшої прем'єр-серії і серії Premier 5, якими турніри б обмінювалися з трирічним циклом. Перша черга Дубайців випала на 2009-11 рік, а катарців - на 2012-14.
Переможниці та фіналістки
Серед переможниць турніру в одиночному розряді - п'ять перших ракеток світу: Мартіна Хінгіс, Моніка Селеш, Марія Шарапова, Жустін Енен і Вікторія Азаренко. При цьому турнір має досить широкий список переможців: за перші 13 розіграшів чемпіонату його виграли десять різних тенісисток і жодна з них не завоювала одиночний титул хоча б тричі. У парному розряді список переможниць ще ширший: повторити свою перемогу на катарському змаганні вдалося чотирьом спортсменкам. Турнір 2014 року визначив нову першу ракетку парного рейтингу - Пен Шуай завдяки титулу змогла забезпечити собі новий статус.

## Одиночний розряд
| Рік                     | Чемпіонка            | Фіналістка         | Рахунок          |
| ----------------------- | -------------------- | ------------------ | ---------------- |
| 2001                    | Мартіна Хінгіс       | Тестю Сандрін      | 6-3 6-2          |
| 2002                    | Селеш Моніка         | Танасуган Тамарін  | 7-6(6) 6-3       |
| 2003                    | Мискіна Анастасія    | Лиховцева Олена    | 6-3 6-1          |
| 2004                    | Мискіна Анастасія    | Кузнецова Світлана | 4-6 6-4 6-4      |
| 2005                    | Марія Шарапова       | Алісія Молік       | 4-6 6-1 6-4      |
| 2006                    | Надія Петрова        | Амелі Моресмо      | 6-3 7-5          |
| 2007                    | Жустін Енен          | Кузнецова Світлана | 6-4 6-2          |
| 2008                    | Марія Шарапова       | Звонарьова Віра    | 6-4 6-2          |
| 2009-2010               | Не проводився        | Не проводився      | Не проводився    |
| 2011                    | Віра Звонарьова      | Каролін Возняцкі   | 6–4, 6–4         |
| 2012                    | Вікторія Азаренко    | Саманта Стосур     | 6–1, 6–2         |
| 2013                    | Вікторія Азаренко    | Серена Вільямс     | 7–6(6), 2–6, 6–3 |
| 2014                    | Симона Халеп         | Анджелік Кербер    | 6–2, 6–3         |
| ↓ WTA Premier ↓         |                      |                    |                  |
| 2015                    | Луціє Шафарова       | Вікторія Азаренко  | 6–4, 6–3         |
| ↓ WTA Premier 5 ↓       |                      |                    |                  |
| 2016                    | Карла Суарес Наварро | Олена Остапенко    | 1–6, 6–4, 6–4    |
| ↓ WTA Premier ↓         |                      |                    |                  |
| 2017                    | Кароліна Плішкова    | Каролін Возняцкі   | 6–3, 6–4         |
| ↓ WTA Premier 5 ↓       |                      |                    |                  |
| 2018                    | Петра Квітова        | Гарбінє Мугуруса   | 3–6, 6–3, 6–4    |
| ↓ WTA Premier ↓         |                      |                    |                  |
| 2019                    | Елізе Мертенс        | Сімона Халеп       | 3–6, 6–4,        |
| ↓ Турніри WTA Premier ↓ |                      |                    |                  |
| 2020                    | Аріна Соболенко      | Петра Квітова      | 6–3, 6–3         |
| ↓ Турніри WTA 500 ↓     |                      |                    |                  |
| 2021                    | Петра Квітова (2)    | Гарбінє Мугуруса   | 6–2, 6–1         |
| ↓ Турніри WTA 1000 ↓    |                      |                    |                  |
| 2022                    | Іга Свьонтек         | Анетт Контавейт    | 6–2, 6–0         |
| ↓ Турніри WTA 500 ↓     |                      |                    |                  |
| 2023                    | Іга Свьонтек (2)     | Джессіка Пегула    | 6–3, 6–0         |
| ↓ Турніри WTA 1000 ↓    |                      |                    |                  |
| 2024                    | Іга Свьонтек (3)     | Олена Рибакіна     | 7–6(10–8), 6–2   |
| 2025                    | Аманда Анісімова     | Олена Остапенко    | 6–4, 6–3         |

## Парний розряд
| Рік                     | Чемпіонки                                | Фіналістки                               | Рахунок             |
| ----------------------- | ---------------------------------------- | ---------------------------------------- | ------------------- |
| 2001                    | Тестю Сандрін Роберта Вінчі              | Богерт Крістін Ореманс Міріам            | 7-5 7-6(4)          |
| 2002                    | Гусарова Жанет Аранча Санчес Вікаріо     | Фюзе Алесандра Віс Кароліна              | 6-3 6-3             |
| 2003                    | Лі Джанет Пракусі Вейн                   | Венто-Кабачі Марія Відяя Анжелік         | 6-1 6-3             |
| 2004                    | Кузнецова Світлана Лиховцева Олена       | Гусарова Жанет Кончіта Мартінес          | 7-6(4) 6-2          |
| 2005                    | Алісія Молік Франческа Ск'явоне          | Кара Блек Хубер Лізель                   | 6-3 6-4             |
| 2006                    | Даніела Гантухова Суґіяма Ай             | Тінг Лі Тіантіан Сун                     | 6-4 6-4             |
| 2007                    | Мартіна Хінгіс Марія Кириленко           | Савай Агнеш Углірова Владиміра           | 6-1 6-1             |
| 2008                    | Квета Пешке Стаббс Рене                  | Кара Блек Хубер Лізель                   | 6–1, 5–7, 10–7      |
| 2009-2010               | Не проводився                            | Не проводився                            | Не проводився       |
| 2011                    | Квета Пешке Катарина Среботнік           | Лізель Губер Надія Петрова               | 7–5, 6–7(2), [10–8] |
| 2012                    | Лізель Губер Ліза Реймонд                | Ракель Копс-Джонс Абігейл Спірс          | 6–3, 6–1            |
| 2013                    | Сара Еррані Роберта Вінчі                | Надія Петрова Катарина Среботнік         | 2–6, 6–3, [10–6]    |
| 2014                    | Сє Шувей Пен Шуай                        | Квета Пешке Катарина Среботнік           | 6–4, 6–0            |
| ↓ WTA Premier ↓         |                                          |                                          |                     |
| 2015                    | Ракель Копс-Джонс Абігейл Спірс          | Сє Шувей Саня Мірза                      | 6–4, 6–4            |
| ↓ WTA Premier 5 ↓       |                                          |                                          |                     |
| 2016                    | Чжань Хаоцін Чжань Юнжань                | Сара Еррані Карла Суарес Наварро         | 6–3, 6–3            |
| ↓ WTA Premier ↓         |                                          |                                          |                     |
| 2017                    | Абігейл Спірс (2) Катарина Среботнік (2) | Ольга Савчук Ярослава Шведова            | 6–3, 7–6(9–7)       |
| ↓ WTA Premier 5 ↓       |                                          |                                          |                     |
| 2018                    | Габріела Дабровскі Олена Остапенко       | Андрея Клепач Марія Хосе Мартінес Санчес | 6–3, 6–3            |
| ↓ WTA Premier ↓         |                                          |                                          |                     |
| 2019                    | Чжань Хаоцін (2) Латіша Чжань (2)        | Анна-Лена Гренефельд Демі Схурс          | 6–1, 3–6, [10–6]    |
| ↓ Турніри WTA Premier ↓ |                                          |                                          |                     |
| 2020                    | Сє Шувей (2) Барбора Стрицова            | Габріела Дабровскі Олена Остапенко       | 6–2, 5–7, [10–2]    |
| ↓ Турніри WTA 500 ↓     |                                          |                                          |                     |
| 2021                    | Ніколь Меліхар Демі Схюрс                | Моніка Нікулеску Олена Остапенко         | 6–2, 2–6, [10–8]    |
| 2021                    | Ніколь Меліхар Демі Схюрс                | Моніка Нікулеску Олена Остапенко         | 6–2, 2–6, [10–8]    |
| ↓ Турніри WTA 1000 ↓    |                                          |                                          |                     |
| 2022                    | Корі Гофф Джессіка Пегула                | Вероніка Кудерметова Елісе Мертенс       | 3–6, 7–5, [10–5]    |
| ↓ Турніри WTA 500 ↓     |                                          |                                          |                     |
| 2023                    | Корі Гофф (2) Джессіка Пегула (2)        | Людмила Кіченок Олена Остапенко          | 6–4, 2–6, [10–7]    |
| ↓ Турніри WTA 1000 ↓    |                                          |                                          |                     |
| 2024                    | Демі Схюрс Луїза Стефані                 | Каролін Доулгайд Дезіре Кравчик          | 6–4, 6–2            |
| 2025                    | Сара Еррані Жасмін Паоліні               | Цзян Сіньюй У Фансьєнь                   | 7–5, 7–6(12–10)     |